# Holody Trophy
Holody Trophy je hokejová trofej pro vítěze středozápadní divize Ontario Hockey League. Tato trofej je udělována od sezóny 1998-99 a byla pojmenována po Joe Holodym po bývalém prezidentovi Owen Sound Platers.

## Vítězové Holody Trophy
| Sezóna  | Tým               |
| ------- | ----------------- |
| 2017/18 | Kitchener Rangers |
| 2016/17 | Erie Otters       |
| 2015/16 | Erie Otters       |
| 2014/15 | Erie Otters       |
| 2013/14 | Guelph Storm      |
| 2012/13 | London Knights    |
| 2011/12 | London Knights    |
| 2010/11 | Owen Sound Attack |
| 2009/10 | London Knights    |
| 2008/09 | London Knights    |
| 2007/08 | Kitchener Rangers |
| 2006/07 | London Knights    |
| 2005/06 | London Knights    |
| 2004/05 | London Knights    |
| 2003/04 | London Knights    |
| 2002/03 | Kitchener Rangers |
| 2001/02 | Erie Otters       |
| 2000/01 | Erie Otters       |
| 1999/00 | Erie Otters       |
| 1998/99 | Guelph Storm      |